# Relaciones España-Malasia
Las relaciones España-Malasia hace referencia a las relaciones diplomáticas bilaterales entre España y Malasia. 

## Historia
España estableció un relaciones diplomáticas con Malasia el 12 de mayo de 1967, y tanto la embajada de Malasia como la de España se abrieron en 1986. Una primera visita de estado fue hecha por Yang di-Pertuan Agong de  Azlan Shah en julio de 1992, mientras que los Reyes de España, Juan Carlos I y Sofía, visitaron Malasia el 4 de abril de 1995.

## Relaciones económicas

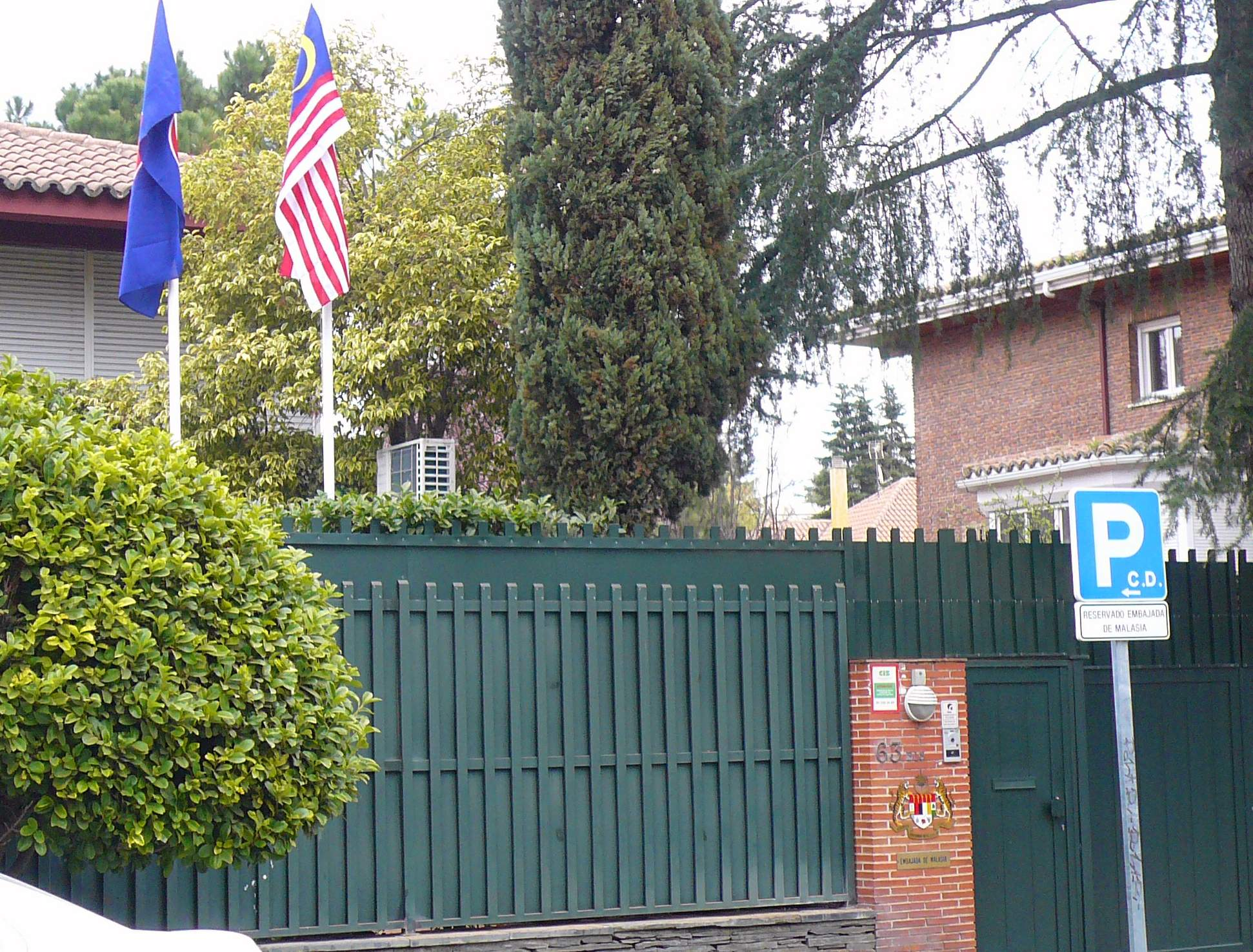
Embajada de Malasia en Madrid.

En 2011, el total de las exportaciones de Malasia a España se situaron en $ 620 millones, mientras que las exportaciones españolas a Malasia tuvieron un valor aproximado de 320 millones de $. Malasia es uno donde se concentra la mayor inversión española en el sudeste de Asia sobre todo con una gran presencia de empresas españolas, mientras que la presencia de empresas de Malasia en España es relativamente pequeña. Una de las empresas españolas está también involucrada en el desarrollo del tren de alta velocidad propuesto entre Kuala Lumpur y Singapur. Los principales productos españoles de exportación a Malasia incluyen maquinaria eléctrica, hierro y acero, fertilizantes, productos químicos y textiles mientras que el principal producto de exportación de Malasia a España, es el caucho, el aceite de palma y componentes de dispositivos eléctricos. Ambos países también estaban en el proceso de incrementar las relaciones comerciales, especialmente en el turismo y la industria naval. Un acuerdo para evitar la doble imposición y la evasión fiscal ha sido firmado entre los dos países.

## Misiones diplomáticas
- España tiene una embajada en Kuala Lumpur.[9]
- Malasia tiene una embajada en Madrid.[10]